# Рощин, Сергей Витальевич
Серге́й Вита́льевич Ро́щин (укр. Сергій Віталійович Рощин) — украинский военный лётчик, подполковник, участник российско-украинской войны. Герой Украины (2025).

## Биография
Во время полномасштабного вторжения России в Украину Сергей Рощин занимал должность начальника штаба авиационной эскадрильи 39-й бригады тактической авиации Вооружённых сил Украины. Он пилотирует истребитель Су-27.

## Награды
- Звание «Герой Украины» с удостоением ордена «Золотая Звезда» (8 мая 2025) — за личное мужество и героизм, проявленные в защите государственного суверенитета и территориальной целостности Украины, верность военной присяге[1].